# Matthias Cuntz
Matthias Cuntz (* 4. Mai 1990 in Karlsruhe) ist ein ehemaliger deutscher Fußballspieler.

## Karriere
Der Sohn des früheren KSC-Profis Günther Cuntz begann als Kind in Karlsruhe bei der SpVgg Durlach-Aue mit dem Fußballspielen. Mit neun Jahren wechselte er zum Karlsruher SC. Er spielte sehr erfolgreich in den Jugendmannschaften des Vereins und besuchte das als Talentförderschule mit dem KSC verbundene Otto-Hahn-Gymnasium. Beim internationalen U-12-Junioren-Adidas-Cup, den die KSC-Jugend 2002 gewann, wurde er als bester Spieler ausgezeichnet und 2004 wurde er sogar in der U-15-Nationalmannschaft des DFB eingesetzt. Auch zu höheren DFB-Auswahlen wurde die Karlsruher Nachwuchshoffnung eingeladen, er kam aber zu keinem weiteren Einsatz.
Nachdem Cuntz bis zur U19 des Vereins aufgestiegen war, wechselte er in die zweite Mannschaft des KSC und wurde in der Rückrunde bereits als Ergänzungsspieler in den Kader der Profimannschaft in der 2. Bundesliga aufgenommen. Als am 21. Spieltag Marco Engelhardt in der Partie gegen den FC St. Pauli Gefahr lief, vom Platz gestellt zu werden, wurde er in der 61. Minute ausgewechselt und Cuntz kam zu seinem ersten Profieinsatz.
Im Sommer 2012 wechselte Cuntz zum österreichischen Zweitligisten SCR Altach. Nach einem Jahr und 16 Einsätzen verließ er Österreich wieder und schloss sich dem Regionalligisten Eintracht Trier an. Nach drei Spielzeiten bei der SV Elversberg in der Regionalliga Südwest wechselte Cuntz im Sommer 2017 in die Oberliga Baden-Württemberg zum FC Nöttingen. Dort erhielt Cuntz einen Dreijahresvertrag. Aufgrund gesundheitlicher Probleme (Hüfte) hatte er Ende Februar 2018 seinen Vertrag aufgelöst und seine Karriere beendet.
Ein BWL-Studium schloss er mit dem Bachelor ab. Von 2018 bis 2022 war er Trainer in der Jugend der TSG Hoffenheim. Von 2022 bis 2023 arbeitete er im Scouting von Hannover 96. Seit September 2023 ist er sportlicher Leiter im Jugendbereich des KSC. Mit seiner Ehefrau Sina wohnt er in Bulach.